# Колледж Корпус-Кристи (Кембридж)
Колледж Корпус-Кристи (англ. Corpus Christi College) — один из 31 колледжей Кембриджского университета в Великобритании. Основан в 1352 году.

## Известные выпускники
- Бонневилль, Хью — английский актёр театра, кино, телевидения и радио
- Бэкон, Николас — английский политический деятель и судья, лорд-канцлер, лорд-хранитель Большой печати во времена правления королевы Елизаветы I
- Марло, Кристофер — английский поэт, переводчик и драматург-трагик
- Паркер, Мэттью — английский религиозный деятель и реформатор, Архиепископ Кентерберийский (1559—1575)
- Сенанаяке, Дадли Шелтон — премьер-министр Цейлона (1952—1953, 1960, 1965—1970)
- Стьюкли, Уильям — британский учёный, пионер археологических исследований Стоунхенджа и Эйвбери, один из основателей полевой археологии, антиквар, викарий
- Куреши, Шах Мехмуд — министр иностранных дел Пакистана
- Тенисон, Томас — Архиепископ Кентерберийский (1694—1715)
- Хендерсон, Ричард — шотландский учёный-биолог, лауреат Нобелевской премии по химии (2017)
- Фуллер, Томас (1608—1661) — английский историк, священник.
- Чэдвик, Джон — лингвист, завершивший дешифровку Линейного письма Б.

## Библиотека Паркера

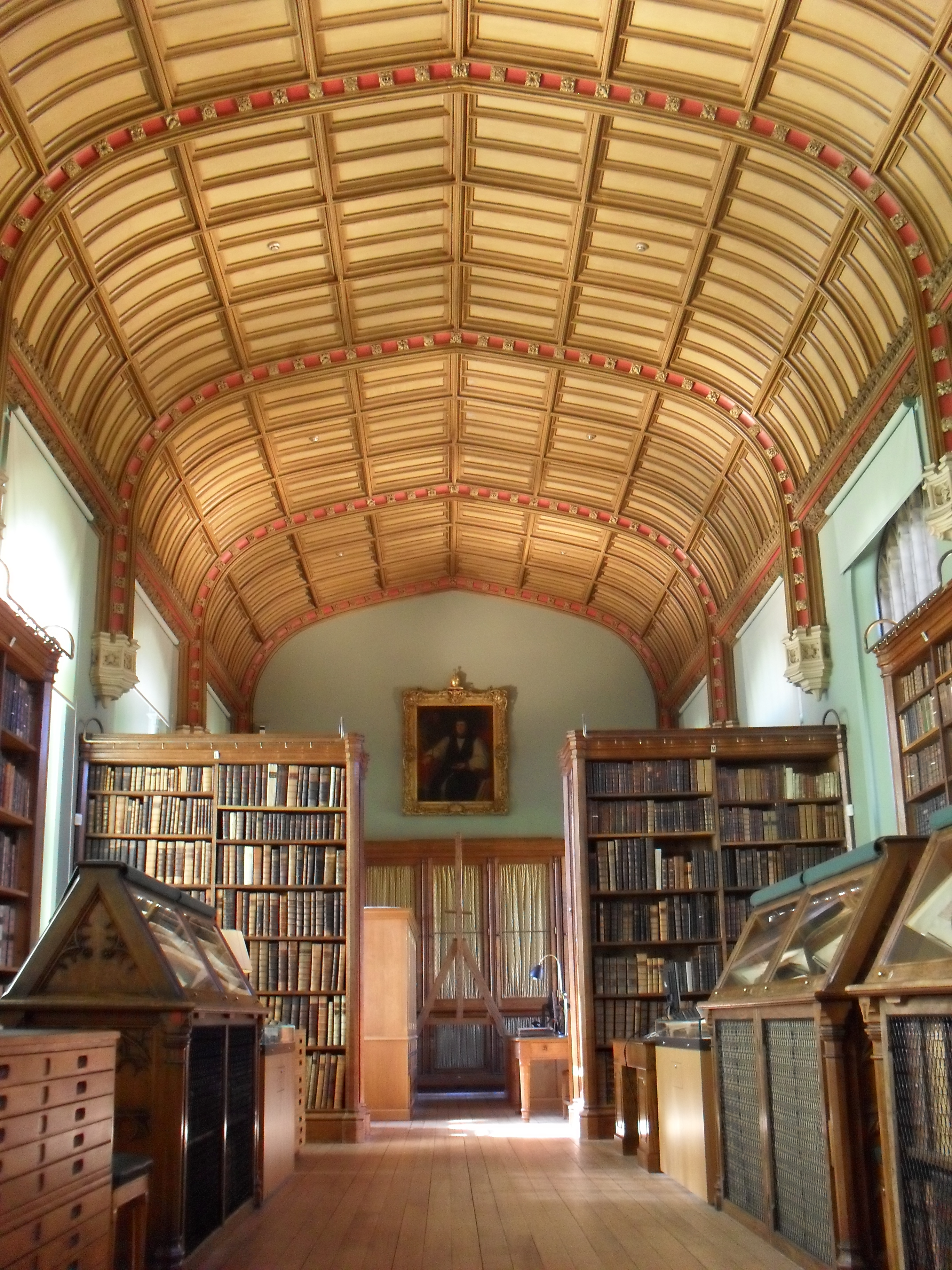
Библиотека Паркера

Библиотека Паркера (англ. Parker Library) — коллекция редких книг и рукописей Колледжа Корпус-Кристи. Основу библиотеки составляют около 480 рукописей VI-XVI веков и около 1000 печатных книг, которые в 1574 году колледж получил в дар от Архиепископа Кентерберийского Мэттью Паркера. Он служил капелланом у Анны Болейн, был мастером Колледжа Корпус-Кристи, вице-канцлером Кембриджского университета, и архиепископом Кентерберийским (1559—1575). Именно в этот период он собрал большую коллекцию рукописей, собранных из библиотек разрушенных монастырей. 
Особо ценные элементы коллекции:
- значительное количество англосаксонских манускриптов, включая самый ранний экземпляр Англосаксонской хроники (рукопись A)
- Евангелие святого Августина (MS 286) — манускрипт VI века, сделанный в Италии и привезенный в Кентербери в 597 году Августином, когда по приказу Папы Григория Великого он прибыл на Британские острова, чтобы обратить в христианство англосаксов (эта одна из старейших иллюстрированных книг латинского Евангелия и до сих пор используется для интронизации каждого нового архиепископа Кентерберийского)
- письма Мартина  Буцера,  Филиппа  Меланхтона, Эразма Роттердамского
- личные бумаги и письма Архиепископа Кентерберийского Мэттью Паркера

С 1827 года библиотека была размещена на втором этаже южной стороны Нового двора колледжа. Первый этаж, который до 2006 года использовался для студенческой библиотеки колледжа, был переоборудован в специальное терморегулируемое и противопожарное хранилище и отдельный читальный зал для приглашенных ученых.
В рамках совместного проекта Кембриджского и Стэнфордского университетов вся коллекция Библиотеки Паркера была оцифрована (более 200 тыс. отдельных страниц) и доступна в Интернете с 2010 года.